# ساموئل سیم
ساموئل سیم (انگلیسی: Samuel Sim) آهنگساز و موسیقی‌دان، ترانه‌سرا و تهیه‌کننده موسیقی اهل بریتانیا است.
از فیلم‌ها یا مجموعه‌های تلویزیونی که وی در آن‌ها نقش داشته‌است می‌توان به اِما اشاره نمود.